# Limonium nydeggeri
Limonium nydeggeri é uma espécie de planta com flor pertencente à família Plumbaginaceae.
A espécie foi descrita por Matthias Erben e publicada em Sendtnera 6: 103 (1999).
Não se encontra protegida por legislação portuguesa ou da Comunidade Europeia.
O número cromossómico na fase esporofítica é igual a 16.
O holótipo é derivado do Cabo de São Vicente, no Algarve. Erben, na sua descrição da espécie, em 1999, indica que ocorre apenas em dois locais, junto ao Cabo de São Vicente e ao Cabo Carvoeiro, sendo próxima da espécie Limonium ovalifolium.

## Distribuição
Trata-se de uma espécie endémica do Portugal Continental.